# Ezequiel Ramos Mexía
Ezequiel Ramos Mexía (Buenos Aires, 15 de diciembre de 1852 - 7 de noviembre de 1935) fue un abogado y político argentino. Fue diputado de la Provincia de Buenos Aires desde 1880 hasta 1883. Entre 1898 y 1913, fue ministro de Obras Públicas y Agricultura de los presidentes Julio A. Roca, Manuel Quintana, José Figueroa Alcorta y Roque Sáenz Peña, momentos estos en que se manifestaba una prosperidad económica en el país. Fue miembro de la Academia Nacional de Agronomía y Veterinaria.

## Obras
En su ejercicio, logra promulgar la Ley de Fomento de Territorios Nacionales y crea los Ferrocarriles del Estado. Estas dos iniciativas, han sido de sustancial importancia para la Patagonia. Promulga y realiza la Ley de Irrigación, las obras del Alto Valle del Río Negro, quedando inconclusas las de Río Tercero en la provincia de Córdoba.
También fueron obra de su acción, las instalaciones de Obras Sanitarias de la ciudad de Buenos Aires; el proyecto del Puerto Nuevo y del Canal Mitre; el Ferrocarril a Asunción, con la extensión de las líneas hasta Posadas, el que tuvo una gran trascendencia geopolítica puesto que en su momento implicó consolidar la presencia argentina frente a la brasilera en el Paraguay.
Llevó a cabo la canalización del Río Bermejo y el tendido de los primeros ferrocarriles del Estado en el Chaco.

## Ley de Fomento de los Territorios Nacionales

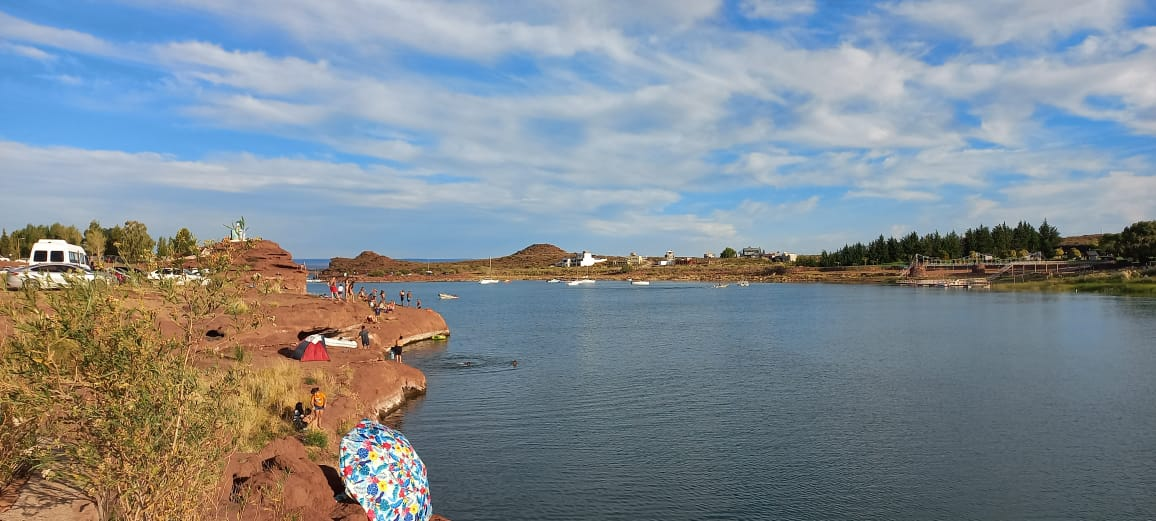
Lago Ramos Mexía

Tenía por objeto la integración física y social de la Patagonia a través de nuevas líneas ferroviarias por acción del Estado nacional. Ello implicaba ampliar la red ferroviaria y alcanzar un equilibrio económico, como ser nexo político y social para la población de la región.
Los ferrocarriles se inician en 1906 con el objetivo de unir los Valles andinos con los Puertos oceánicos y con los FF.CC. nacionales. Uno de estos proyectos fue la línea San Antonio Oeste a Lago Nahuel Huapi.
La Nación le ha retribuido con la memoria de una estación y pueblo: Ministro Ramos Mexía, sobre la Ruta Nacional 23 y la línea férrea a Bariloche. Y con la denominación del lago del embalse El Chocón, Embalse Ramos Mexía.